# فريدريك ك. يونغ
فريدريك ك. يونغ هو سياسي كندي، ولد في 11 يونيو 1896. انتخب عضو الجمعية التشريعية لنيو برونزويك ‏.